# 한국식품연구소
한국식품연구소(韓國食品硏究所)는 신속하고 정확한 식품 검사를 통해 국민이 안심하고 먹을 수 있는 안전한 식품공급을 위하여 설립된 한국식품산업협회 부설 연구기관이다. 대한민국 최초의 국가공인 식품위생검사기관이다. 서울특별시 서초구 명달로 41 (방배동 1002-6)에 있다.

## 연혁
- 1986년 7월 4일 한국식품산업협회 부설 한국식품연구소 설립
- 2001년 5월 2일 한국식품연구소 부산지소 개소
- 2010년 10월 14일 한국식품연구소 부산지소가 경성대학교 내 누리생활관으로 이전[3]
- 2010년 12월 28일 청도한중식품공업연구유한공사 개소
- 2013년 10월 14일 김명철 소장 선임
- 2015년 5월 29일 한국식품과학연구원으로 명칭 변경

## 조직

### 한국식품연구소장
| 신뢰성보증팀 | - 고객지원실 - 기획운영팀 - 운영지원팀 | - 영양기능분석팀 - 식품분석팀 - 미생물검사팀 - GMO검사팀 | - 첨가물포장팀 - 잔류오염물질팀 - 화장품분석팀 | - 연구사업팀 - 해썹컨설팅팀 - 인력양성팀 |

## 지소
- 부산지소[4]
- 중국 청도지소[5]

## 같이 보기
- 한국식품연구원